# ディー・ターゲスツァイトゥング
ディー・ターゲスツァイトゥング（独: die tageszeitung; taz）は、ドイツの全国版日刊紙。1978年に、左派系で自主管理的な新聞を作ろうというプロジェクトのもとで西ベルリンで創刊された。編集は、「taz, ディー・ターゲスツァイトゥング出版組合（eG; 登録協同組合）」である。1999年初めから2009年までの10年間は、バーシャ・ミーカがtazの編集局長を務め、2009年7月半ばからはイネス・ポールが担当している。

## 新聞
1978年に創刊されたtazは、ドイツ全土で入手可能であり、1979年4月17日からは（月曜から土曜日までの）日刊紙となっている。
いわゆるベルリナー判（315 × 470 mm）で発行されており、北ドイツ版（400 × 570 mm）で発行されている他の全国版の新聞と比べると小さいサイズである。広告媒体配布に関するドイツ検査機関の検査による購買部数は57,928部である。2009年4月18日からは「die sonntaz」という土曜版が折り込みで加えられるようになった。
紙媒体だけでなく、「taz e-Paper」という電子新聞のデジタル版もある。これは、月額購読のかたちで、Eメール、Mobipocket、EPUB（デジタル著作権管理除く）、PDF、HTML、テキストファイルなどでダウンロードできる。月額購読ではなく小別売りの場合は、ネット通販でPDF、EPUB、 mobipocketの形式で買うことができる。2010年終わりには、2,508件のEペーパー月額購読者が加入した。同年、ディ・ヴェルト紙は383件、ビルト紙は785件のEペーパー予約購読加入者を加入していた。

## 価格構造
たくさんの読者を獲得しつつ、新聞の経営を安定化させるために、ターゲスツァイトゥングは、定期購読者に3つの価格帯を提供している。これは「Soli-Preis-System」と呼ばれている。いくらか払うかは、定期購読者の財力に応じて決まるが、その審査は行われない。つまり、定期購読者は嘘をつかず、新聞の価値を自分で決めることができるということが前提になっている。電子版にも同様のシステムが取られている。